# موریانه‌های خرمن‌بردار
موریانه‌های خرمن‌بردار (نام علمی: Hodotermitidae) نام یک تیره از شاخه بندپایان است.